# 스즈키 유미코
스즈키 유미코(일본어: 鈴木 由美子, 1960년 6월 11일 ~ )는 일본의 여자 만화가이다. 지바 대학 교육학부를 졸업하였으며, 고단샤에서 발행하는 《mimi》와 《키스》에서 활동했다. 1989년 《미녀를 누가 말려?》(원제: 白鳥麗子でございます!)로 제13회 고단샤 만화상 소녀부문을 수상했다.

## 작품
- 미녀를 누가 말려? (전7권)
- 그녀의 사랑법 (전5권)
- 러블리 오버걸 (전2권)
- 미녀 망가지다 (전2권)
- 미녀는 괴로워! (전5권)
- 망구망구 차차차 (전2권)
- 오! 필승 바바라 (전3권)
- 미녀는 못말려 (전6권)